# Кім Кі Сук
Кім Кі Сук (кор. 김 기석; 2 вересня 1980) — південнокорейський боксер, чемпіон Азійських ігор, призер чемпіонату Азії серед аматорів.

## Аматорська кар'єра
На Олімпійських іграх 2000 в категорії до 48 кг в першому бою переміг Соубам Суреш Сінґха (Індія) — 9-5, в другому переміг Ла Паене Масара (Індонезія) — 8-4, а в наступному програв майбутньому чемпіону Брахіму Аслум (Франція) — 8-12.
2002 року став чемпіоном Азійських ігор, здобувши у фіналі перемогу над Гаррі Танамором (Філіппіни).
На чемпіонаті Азії 2004 в категорії до 51 кг, програвши у фіналі Віоліто Пайла (Філіппіни), завоював срібну медаль і путівку на літні Олімпійські ігри 2004. На Олімпіаді програв в першому бою Сомжиту Джонгжохор (Таїланд) — 12-22.